# هشام عاشور
هشام محمد عاشور (بالإنجليزية: Hisham Mohd Ashour)‏ (مواليد 29 مايو 1982 في القاهرة ) لاعب اسكواش محترف، وهو الأخ الأكبر لرامي عاشور، و زوج نيللي كريم. وصل إلى تصنيف عالمي رفيع المستوى حيث أصبح مصنف 11 على العالم في فبراير 2012.
حصل على العديد من ورش التمثيل في هوليود؛ وشارك في عمل هناك؛ وشارك هشام عاشور في عمل فني بمصر، وهو مسلسل “حرب أهلية” مع النجمة يسرا في الذي عُرض في شهر رمضان عام 2021.
اعتزل اللعب في 2014، بعد اعتزاله اللعبة أقام في أمريكا وأنشأ أكاديمية أسكواش هناك؛ إلا بسبب ظروف الكورونا عاد مرة أخرى إلى مصر. وبعد عودته لمصر أنشأ مع شقيقه رامي عاشور بطل العالم في الأسكواش 3 مرات؛ العديد من الأكاديميات في مصر.

## روابط خارجية
- هشام عاشور على موقع SquashInfo.com (الإنجليزية)